# 陳光耀

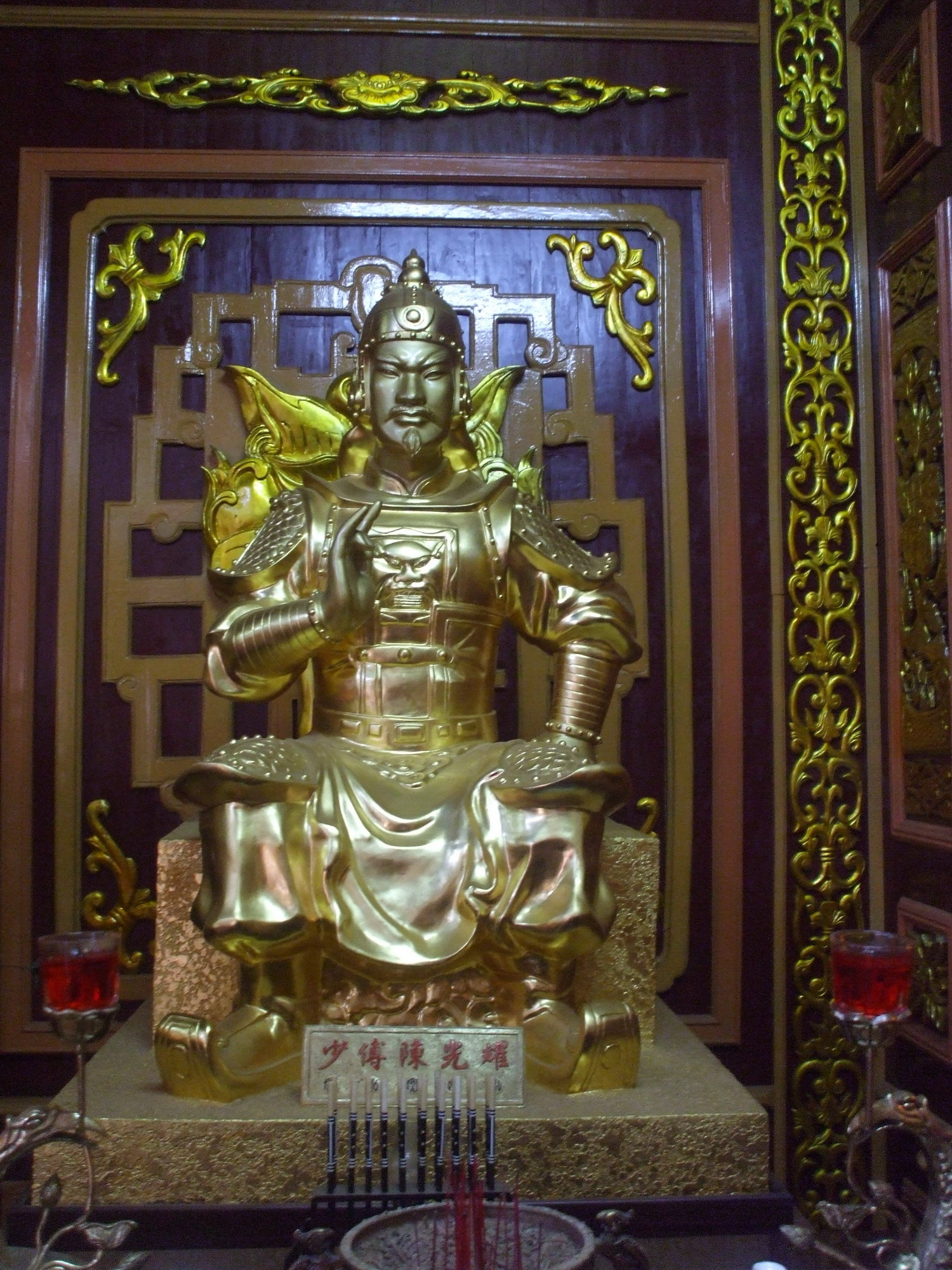
陳光耀

陳光耀（越南语：／；？—1802年），是越南西山朝的一位將領。他同武文勇、武廷秀、阮文雪、黎文興、李文寶、阮文祿，並稱「西山七虎將」。
關於陳光耀早年事蹟不詳，其出生地也有三種不同的說法。一說出生於今平定省懷恩縣，一說在廣義省慕德縣，一說在今日的峴港（當時地屬廣南）。
阮岳、阮侶、阮惠發動西山起義之後，陳光耀前往投奔。途中，陳光耀遭到老虎的襲擊。正在這個危急時刻，一位名叫裴氏春的女勇士救了他。二人同去投奔阮岳。阮岳得知了這件事之後便提出要做媒人，讓陳光耀與裴氏春結為夫妻。後來陳光耀和裴氏春都成為西山朝的名將。
1789年，陳光耀參加了清越戰爭，他當時就在阮惠所轄的中軍作戰。西山朝擊退清軍之後，陳光耀被任命為乂安鎮守，負責建造鳳凰中都。1792年，阮惠以哀牢（今寮國）缺貢為由，派遣陳光耀、黎忠率軍入侵哀牢，俘獲大量財寶、大象、馬匹而歸。
1792年，阮惠逝世，阮光纘繼位。阮光纘年僅十歲，由少傅陳光耀、太師裴得宣、大司徒武文勇為輔政大臣。陳光耀、武文勇帶兵在外，太師裴得宣獨攬朝政。
1795年，陳光耀率軍包圍了延慶城，遭到舊阮軍武性部的奮勇抵抗，久攻不克。而在朝中，裴得宣欲削武文勇兵權，反遭武文勇殺害。陳光耀得知後，率軍回朝，與武文勇對抗。後經阮光纘的講和，陳光耀入朝，與大司徒武文勇、少保阮文訓、大司馬阮文名（一作阮文賜）同掌朝政，號稱四柱大臣。但不久陳光耀即被奪去兵權。
1799年，阮福映率軍大舉進攻歸仁。陳光耀和武文勇奉命前往支援，途中遭到阮文誠部的阻擊，武文勇大敗。歸仁城也因彈盡糧絕而向阮福映投降。阮光纘知西山軍兵敗，親自來到茶曲（今屬廣義）督戰。但因逆風而班師回朝，陳光耀和武文勇守廣南。
1800年，陳光耀與武文勇進攻歸仁。但得知富春（今順化）被攻陷之後率軍回援，在廣南遭到黎文悅部的截擊，因此奮力攻陷了歸仁，欲據守歸仁抗擊舊阮。1802年，在得知歸仁成為孤城、阮光纘逃往昇龍（今河內）之後，二人放棄了歸仁，北上準備與阮光纘會合。陳光耀與武文勇途經哀牢，攻破香山縣，準備北上昇龍；後得知舊阮攻破乂安，陳光耀遂與裴氏春回到清漳縣。不久陳光耀夫妻二人都被舊阮俘虜。而武文勇也在農貢縣被俘虜。
西山朝滅亡之後，陳光耀被押往順化，同其他被俘的西山朝將領一起梟首示眾。如今，他被视作越南历史上一位英雄，归仁市有一坊名为陈光耀坊，西山县有一街道也叫陈光耀。